# Dasyhelea atronotata
Dasyhelea atronotata är en tvåvingeart som beskrevs av John William Scott Macfie 1938. Dasyhelea atronotata ingår i släktet Dasyhelea och familjen svidknott. Inga underarter finns listade i Catalogue of Life.